# Каратаев, Юрий Иванович
Ю́рий Ива́нович Карата́ев (род. 9 мая 1969 года) — советский и казахстанский хоккеист.

## Карьера
Воспитанник усть-каменогорского хоккея. В конце 1980-х вошёл в составе команды провёл 45 игр в первой лиге и помог команде завоевать путёвку в высшую лигу. За два сезона в высшей лиге провёл 65 игр, набрав 4+5 очков по системе «гол + пас».
С распадом СССР «Казцинк-Торпедо» выступало в Межнациональной хоккейной лиге. Юрий в составе команды провёл за пять сезонов 156 игр, набрав 30+28 очков.
Привлекался в сборную Казахстана. На двух чемпионатах мира (1993, 2000) провёл 14 игры, набрав 9+7 очков.
Пять сезонов (1996—2001) провёл в чемпионате Польши. Провёл 134 игры, набрав 88+106 очков.
Вернувшись в чемпионат Казахстана играл в алматинской команде, проведя 22 игры и набрав 5 + 12 очков.

## Достижения
Чемпион Казахстана — 1993, 1994, 1995, 2002 

 Вице-чемпион Казахстана — 1996 

 Обладатель Кубка Казахстана — 2002 

 Чемпион Польши — 1997, 1999, 2000 

 Вице-чемпион Польши — 1998 

 Обладатель Кубка Польши — 2000, 2001

## Семья
Сын Павел (род. 1992) — хоккеист.